# Differensforstærker
En differensforstærker eller differentialforstærker er en type elektronisk forstærker som forstærker forskellen mellem to spændinger men som undertrykker output, når de to spændinger er ens.

## Teori
Mange elektroniske enheder anvender internt differensforstærker.
Output fra en ideel differensforstærker er givet ved:
{\displaystyle V_{\text{out}}=A_{\text{d}}(V_{\text{in}}^{+}-V_{\text{in}}^{-})}
Hvor {\displaystyle V_{\text{in}}^{+}} og {\displaystyle V_{\text{in}}^{-}} er input spændinger og {\displaystyle A_{\text{d}}} er den differentielle forstærkning.

I praksis er forstærkningen ikke eksakt ens for de input. Det betyder, for eksempel, at hvis {\displaystyle V_{\text{in}}^{+}} og {\displaystyle V_{\text{in}}^{-}} er ens, vil output ikke være nul, sådan som det ville være i det ideelle tilfælde. En mere realistisk udtryk for output af en differensforstærker indeholder derfor et yderligere led.
{\displaystyle V_{\text{out}}=A_{\text{d}}(V_{\text{in}}^{+}-V_{\text{in}}^{-})+A_{\text{c}}\left({\frac {V_{\text{in}}^{+}+V_{\text{in}}^{-}}{2}}\right)}
{\displaystyle A_{\text{c}}} er kaldet common-mode forstærkningen af forstærkeren.

Da differensforstærkere ofte anvendes til at nulle støj eller bias-spændinger som kan forekomme på begge input, er en lav common-mode forstærkning ønsket.
Common-mode rejection ratio (CMRR) er typisk defineret som forholdet mellem differential-mode forstærkningen og common-mode forstærkningen, hvilket indikerer hvor god forstærkeren er til udbalancere spændinger som er tilstede på begge input. Common-mode rejection ratio er defineret som:
{\displaystyle {\text{CMRR}}\triangleq {\frac {A_{\text{d}}}{A_{\text{c}}}}}
In en perfekt symmetrisk differensforstærker er {\displaystyle A_{\text{c}}} nul og CMRR er uendelig.  Bemærk at en differensforstærker er en mere generel form for forstærker end en med kun en enkelt input; hvis en af input på en differensforstærker jordes, fås en enkelt-input forstærker.

## Andre differensforstærkere
En operationsforstærker eller op-amp er en differensforstærker med en meget høj differential-mode forstærkning, meget høj input-impedanser, og en lav output-impedans. Ved at anvende negativ tilbagekobling kan en op-amp differensforstærker bygges med forudsigelig og stabil forstærkning.